# Giroc
Giroc é uma comuna romena localizada no distrito de Timiș, na região histórica do Banato (parte da Transilvânia). A comuna possui uma área de 51.43 km² e sua população era de 8388 habitantes segundo o censo de 2011.

## População
| 2002 | 2011 |
| 4295 | 8388 |

## Património
- Tell -ul de la Chişoda - século IV a.C. (época neolítica)
- Val roman - século I d. C (época romana)
- Fortaleza - século II a.C. (Idade do Bronze)